# Cerastium arcticum
Cerastium arcticum (роговик арктичний) — вид трав'янистих рослин родини гвоздичні (Caryophyllaceae), поширений у Північній Європі й на півночі Північної Америки.

## Таксономічні примітки
Cerastium arcticum надзвичайно поліморфний. Кілька спроб було зроблено, щоб розділити його на два або більше видів, підвидів або сортів. Молекулярні й морфологічні дослідження (Brysting & Hagen 1999; Brysting & Borgen 2000; Brysting & Elven 2000; Brysting et al. 2007a, 2007b) вказують на те що цей широко розповсюджений вид має поділитися на два види: один в Атлантичному регіоні (Скандинавія, Британські острови, Ісландія) — C. nigrescens, а інший в Арктичному регіоні (Шпіцберген, Ґренландія, Канада) — C. arcticum. Ці дослідження також показують, що C. arcticum і C. nigrescens мають спільного предка, а саме — C. alpinum.

## Опис
Це багаторічні кореневищні поодинокі трави, що формують щільні або дифузні купини. Стебла прямостійні, 5–30 см, від розсіяно до густо запушених. Листки супротивні, до 25 × 8 мм, вузько довгасті, оберненояйцевиді або оберненоланцетні, підгострі, зосереджені біля основи пагонів з більш віддаленим і дрібним листям вгору на квітучому стеблі. Волоски на нижніх листках завдовжки 0.7–3.4 мм, волосся на верхніх листках коротше (0.5–3.0 мм).
Квіти поодинокі або в малоквіткових кластерах. Квітконіжки густо вкриті з усіх боків довгими, зазвичай залозистими волосками. Квіти радіально-симетричні з 5 вільними чашолистками й пелюстками. Чашолистки (3)4–10(12) × (1.5)2–3(4) мм, дуже різні за розміром, а також за формою від вузько трикутних до ланцетних або яйцеподібних, центральна частина зеленого кольору з густими залозистими волосками, краї широко склоподібні. Пелюстки 6–10 × 3–5 мм, приблизно в півтора рази довші ніж чашолистки, з широкою вершиною, білі. Тичинок 10, іноді менше. Капсули 7–15 × 3–5 мм, приблизно в півтора рази довші за чашолистки коли зрілі, урноподібної форми, злегка перекошені на вершині, відкриваються 10 зубцями. Насіння численне, з високими, гострими горбиками, 1.1–1.3 мм діам.

## Поширення
Північна Америка (Ґренландія, Канада); Європа (Ісландія, Велика Британія, Фарерські острови, Фінляндія, Норвегія [вкл. Шпіцберген і Ян-Маєн], Швеція, Росія).
Населяє арктичну тундру, осипи схили, пляжі, прибережні луки, ділянки інфільтрації, обривисті скелясті миси. Зростає в дуже широкому діапазоні від сухих до вологих типів рослинності. Байдужий, як до розмірів фракції ґрунту, так і реакції рН.

## Відтворення
Статеве розмноження насінням; немає вегетативне розмноження. Квітки пристосовані до запилення комахами. Немає спеціальної адаптації до розсіювання насіння.

## Галерея

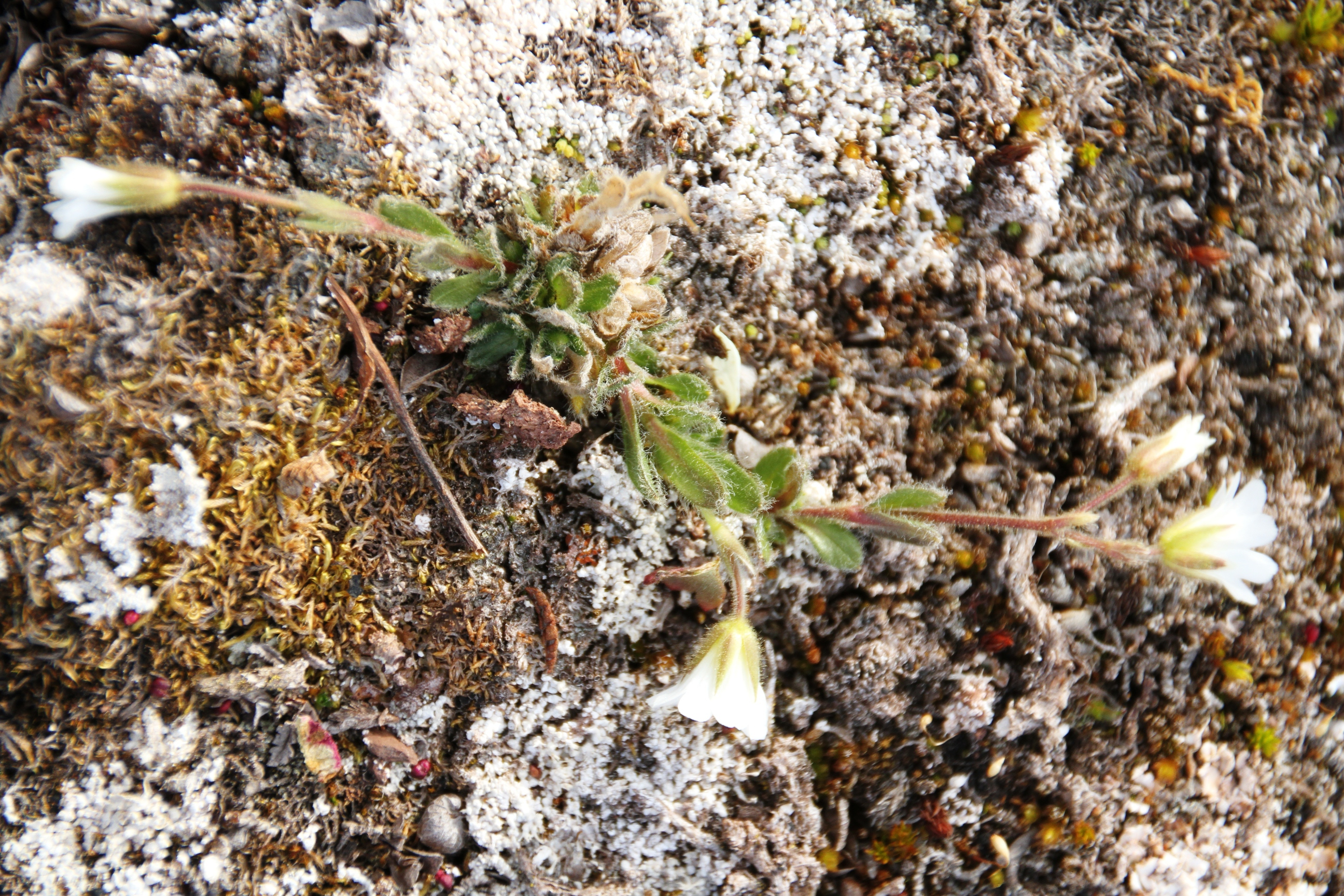
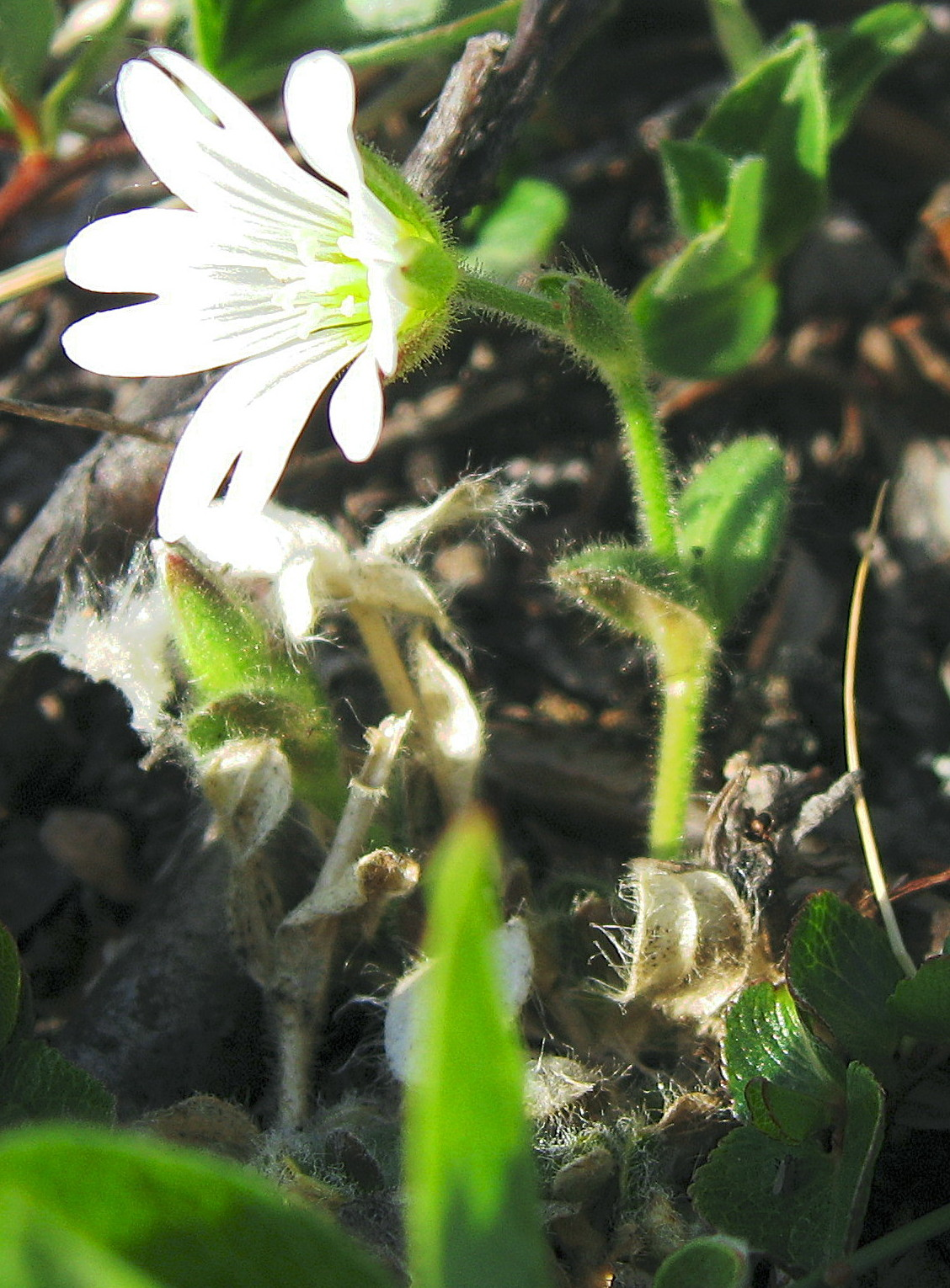
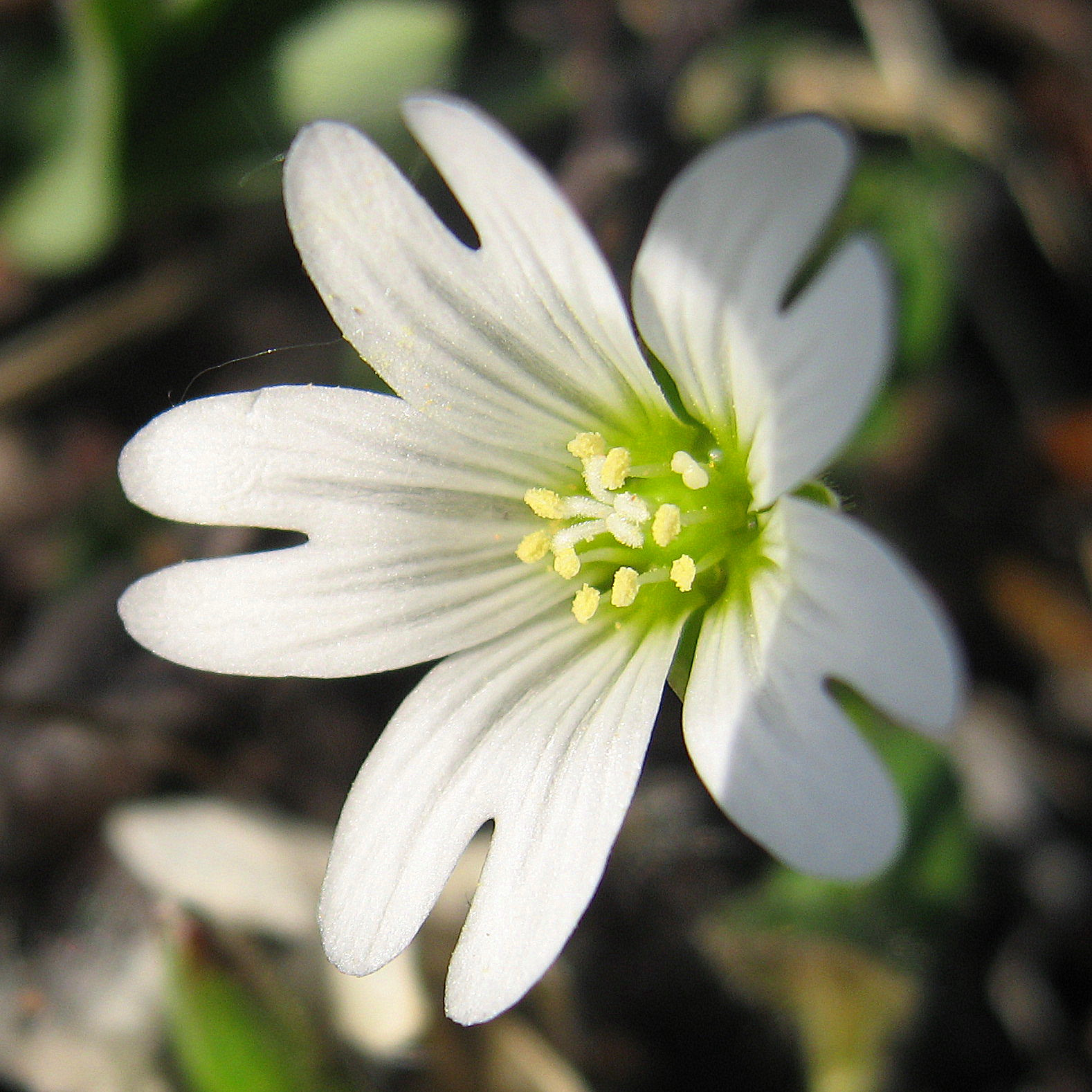